# Viktor Skripnik
Viktor Anatoljewitsch Skripnik (ukrainisch Віктор Анатолійович Скрипник ‚Wiktor Anatolijowytsch Skrypnyk‘, deutsche Transkription des Vornamens eigentlich Wiktor; * 19. November 1969 in Nowomoskowsk, Ukrainische SSR, Sowjetunion) ist ein ukrainischer Fußballtrainer und ehemaliger Fußballspieler.

## Karriere

### Als Spieler
Skripnik begann seine Laufbahn bei Dnipro Dnipropetrowsk und spielte bis 1996 bei verschiedenen Vereinen in der ukrainischen Premjer-Liha. Im Sommer 1996 verpflichtete ihn Werder Bremen in die Bundesliga. Schnell etablierte sich dort sein Spitzname „Beckham der Ukraine“, der auch vor Beginn eines jeden Spiels bei der Bekanntgabe der Mannschaftsaufstellung vom Stadionsprecher ausgerufen wurde. Drei Jahre später gewann er mit dem Verein den DFB-Pokal. Obwohl Skripnik in seinen späten Jahren in Bremen seinen Stammplatz verlor, blieb er doch einer der Publikumslieblinge – nicht zuletzt wegen seiner Vereinstreue und Bodenständigkeit.
Dies zeigte sich unter anderem am 1. Mai 2004 im vorletzten Heimspiel seiner letzten Spielzeit, der Meistersaison 2003/04. Beim 6:0-Sieg gegen den Hamburger SV wurde Skripnik in der 72. Minute für Pekka Lagerblom eingewechselt. Als Werder in der 84. Minute einen Strafstoß zugesprochen bekam, forderten die Fans in Sprechchören Skripnik als Schützen. Auch die übrigen Mannschaftsmitglieder ermunterten ihn, den Strafstoß auszuführen, und so erzielte er mit seinem letzten Tor den Endstand. Anschließend beendete er mit dem Doublesieg aus Meisterschaft und DFB-Pokal seine Laufbahn, in der er 164-mal für die Hanseaten auflief und dabei sieben Tore erzielte.

### Als Trainer
Skripnik begann nach seinem Rückzug aus dem aktiven Sport eine Trainerkarriere bei Werder Bremen. Von 2004 bis 2005 war er Trainerassistent der U-15-Mannschaft und in der Saison 2005/06 Trainer der dritten Mannschaft. Das U-16-Team in der Verbandsliga übernahm er zur Spielzeit 2006/07 und trainierte anschließend die U-18. Zur Saison 2013/14 wurde er Cheftrainer von Werders U-23 in der Regionalliga Nord. Als Nachfolger von Robin Dutt übernahm er am 25. Oktober 2014 als Cheftrainer die auf dem letzten Tabellenplatz stehende Bundesligamannschaft des SV Werder, die er bis zum Saisonende auf Platz 10 führte. In der Saison 2015/16 erreichte er den Klassenerhalt erst am letzten Spieltag; im DFB-Pokal-Wettbewerb kam er mit Werder bis ins Halbfinale. Im Sommer 2016 erhielt Skripnik eine Vertragsverlängerung um ein Jahr bis 2018.
Am 18. September 2016 wurde er nach dem Ausscheiden im DFB-Pokal 2016/17 gegen den Drittligisten SF Lotte und einem Bundesliga-Saisonstart mit drei Niederlagen in Folge beurlaubt.
Im Juli 2018 übernahm Skripnik das Traineramt beim lettischen Erstligisten Riga FC, bei dem er einen langfristigen Vertrag erhielt. Bereits im Oktober 2018 konnte Skripnik durch einen 5:4-Sieg nach Elfmeterschießen im lettischen Pokalfinale seinen ersten Titel als Trainer gewinnen. Knapp zwei Wochen später gewann er mit dem Verein auch die Meisterschaft und feierte damit das Double. Er wurde dafür zum Trainer des Jahres gewählt. Anfang Februar 2019 trennte sich der Verein von Skripnik.
Zur Saison 2019/20 trainierte Skripnik den ukrainischen Erstligisten Sorja Luhansk.
Mit diesen erreichte er in der Saison 2020/21 die UEFA Europa League und in der darauffolgenden die UEFA Europa Conference League.
Nach drei Saisons bei Sorja Luhansk wechselte Skripnik zur Saison 2022/23 innerhalb der Liga zu Worskla Poltawa. Von Dezember 2023 bis Juli 2024 war er bei Metalist 1925 Charkiw unter Vertrag.

## Erfolge
Als Spieler:
- Deutscher Meister: 2004
- DFB-Pokal-Sieger: 1999, 2004
- DFB-Pokal Finalist: 2000
- Ukrainischer Fußballpokal Finalist: 1995
- DFL-Ligapokal Finalist: 1999

Als Trainer:
- Lettischer Pokalsieger: 2018
- Lettischer Meister: 2018